# Леонид Параскевопулос
Леонид Параскевопулос (на гръцки: Λεωνίδας, Леонидас) е гръцки православен духовник.

## Биография
Роден е в 1902 година в Манари на Пелопонес със светското име Параскевопулос (Παρασκευόπουλος). В 1924 година започва да учи в Богословския факултет на Атинския университет, който завършва в 1928 година. Ръкоположен е за дякон и служи на Хиос от 1931 до 1935 г., след което заминава за Солун като представител на организацията „Зои“. През 1937 година става свещеник. Служи като проповедник в Солун, а в 1940 година става военен свещеник в 16 пехотен полк. От 1953 година води успеши радиопредавания. Преподава в Педагогическата академия в Солун.
На 24 март 1968 година, след прогонването на митрополит Пантелеймон I от режима на полковниците, Леонид, макар и пенсиониран проповедник, заема солунската катедра. Ярък поддръжник е на военния режим. След падането на хунтата е свален от престола и заточен в Панорама. На 13 юли 1974 г. се отказва от трона без право и извинение. На 18 юли му е дадена титулярната титла реондски митрополит. Умира в Солун на 28 април 1984 година.